# Triplostephanus elliscrossi
Triplostephanus elliscrossi là một loài ốc biển, là động vật thân mềm chân bụng sống ở biển trong họ Terebridae, họ ốc dài.

## Mô tả
Chiều dài vỏ ốc biến thiên từ 34 mm đến 83 mm.

## Hình ảnh

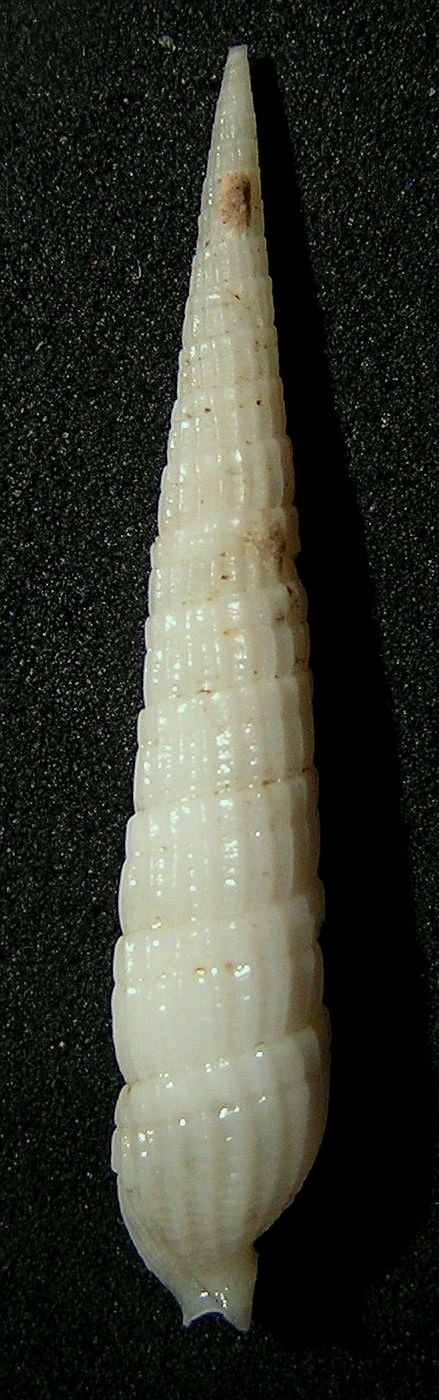